# Ingolfiella manni
Ingolfiella manni is een vlokreeftensoort uit de familie van de Ingolfiellidae. De wetenschappelijke naam van de soort is voor het eerst geldig gepubliceerd in 1961 door Noodt.